# Eucalyptus taylori
Eucalyptus taylori är en myrtenväxtart som beskrevs av Joseph Henry Maiden. Eucalyptus taylori ingår i släktet Eucalyptus och familjen myrtenväxter. Inga underarter finns listade i Catalogue of Life.